# La Liga de 1987–88
A La Liga de 1987–88 foi a 57º edição da Primeira Divisão da Espanha de futebol. Com 20 participantes, o campeão foi o Real Madrid.

## Classificação final
| Pos | Equipe             | J  | V  | E  | D  | GM | GS | SG  | Pts |
| --- | ------------------ | -- | -- | -- | -- | -- | -- | --- | --- |
| 1   | Real Madrid        | 38 | 28 | 6  | 4  | 95 | 26 | 69  | 62  |
| 2   | Real Sociedad      | 38 | 22 | 7  | 9  | 61 | 33 | 28  | 51  |
| 3   | Atlético de Madrid | 38 | 19 | 10 | 9  | 60 | 38 | 22  | 48  |
| 4   | Athletic Club      | 38 | 17 | 12 | 9  | 50 | 43 | 7   | 46  |
| 5   | CA Osasuna         | 38 | 15 | 10 | 13 | 40 | 34 | 6   | 40  |
| 6   | FC Barcelona       | 38 | 15 | 9  | 14 | 49 | 44 | 5   | 39  |
| 7   | Celta de Vigo      | 38 | 14 | 11 | 13 | 43 | 40 | 3   | 39  |
| 8   | Real Valladolid    | 38 | 13 | 12 | 13 | 31 | 34 | -3  | 38  |
| 9   | Sporting de Gijón  | 38 | 14 | 10 | 14 | 44 | 49 | -5  | 38  |
| 10  | Sevilla FC         | 38 | 13 | 11 | 14 | 41 | 46 | -5  | 37  |
| 11  | Real Zaragoza      | 38 | 11 | 14 | 13 | 54 | 56 | -2  | 36  |
| 12  | Cádiz CF           | 38 | 11 | 13 | 14 | 47 | 54 | -7  | 35  |
| 13  | CD Logroñés        | 38 | 12 | 9  | 17 | 28 | 45 | -17 | 33  |
| 14  | Valencia CF        | 38 | 10 | 13 | 15 | 44 | 53 | -9  | 33  |
| 15  | RCD Español        | 38 | 11 | 11 | 16 | 44 | 55 | -11 | 33  |
| 16  | Real Betis         | 38 | 14 | 5  | 19 | 42 | 54 | -12 | 33  |
| 17  | Real Murcia        | 38 | 9  | 13 | 16 | 31 | 42 | -11 | 31  |
| 18  | Real Mallorca      | 38 | 9  | 12 | 17 | 35 | 50 | -15 | 30  |
| 19  | CE Sabadell        | 38 | 9  | 11 | 18 | 27 | 48 | -21 | 29  |
| 20  | UD Las Palmas      | 38 | 12 | 5  | 21 | 43 | 65 | -22 | 29  |

|  | Classificado para a Copa de Europa 1988-89                      |
|  | Classificado para a Copa da UEFA de 1988-89                     |
|  | Classificado para a Recopa da Europa de 1988-89                 |
|  | Classificado para a promoção de permanencia na Primera División |
|  | Descenso a Segunda División                                     |